# MEVZA liga za muškarce 2007./08.
MEVZA liga za muškarce 2007./08. je bilo treće izdanje Srednjeeuropske (MEVZA) lige u odbojci, Sudjelovalo je deset klubova iz Austrije, Hrvatske, Mađarske, Slovačke i Slovenije, a pobjednik je postala momčad ACH Volley iz Bleda.

## Sudionici
- aon hotVolleys - Beč
- Posojilnica Aich/Dob - Bleiburg
- Hypo Tirol - Innsbruck
- Varaždin - Varaždin
- Mladost - Zagreb
- Kometa - Kapošvar
- VKP - Bratislava
- Nové Mesto nad Váhom - Nové Mesto nad Váhom
- ACH Volley - Bled
- Maribor - Maribor

## Ljestvica i rezultati

### Ligaški dio
| mj  | klub                 | ut | pob | por | set+ | set- | bod |            |
| --- | -------------------- | -- | --- | --- | ---- | ---- | --- | ---------- |
| 1.  | ACH Volley           | 18 | 16  | 2   | 51   | 10   | 34  | Final four |
| 2.  | aon hotVolleys       | 18 | 16  | 2   | 51   | 15   | 34  | Final four |
| 3.  | Hypo Tirol           | 18 | 14  | 4   | 45   | 18   | 32  | Final four |
| 4.  | Posojilnica Aich/Dob | 18 | 12  | 6   | 41   | 22   | 30  | Final four |
| 5.  | Kometa               | 18 | 9   | 9   | 33   | 30   | 27  |            |
| 6.  | Varaždin             | 18 | 8   | 10  | 25   | 36   | 26  |            |
| 7.  | Mladost              | 18 | 5   | 13  | 25   | 46   | 23  |            |
| 8.  | Maribor              | 18 | 4   | 14  | 20   | 44   | 22  |            |
| 9.  | VKP Bratislava       | 18 | 4   | 14  | 17   | 46   | 21  |            |
| 10. | Nové Mesto nad Váhom | 18 | 2   | 16  | 10   | 51   | 20  |            |

### Final four
Igrano u Innsbrucku.
| klub1                | rez.          | klub2                |
| poluzavršnica        | poluzavršnica | poluzavršnica        |
| -------------------- | ------------- | -------------------- |
| ACH Volley           | 3:0           | Posojilnica Aich/Dob |
| aon hotVolleys       | 1:3           | Hypo Tirol           |
|                      |               |                      |
| za 3. mjesto         |               |                      |
| Posojilnica Aich/Dob | 1:3           | aon hotVolleys       |
|                      |               |                      |
| za pobjednika        |               |                      |
| ACH Volley           | 3:1           | Hypo Tirol           |

## Poveznice i izvori
- MEVZA 2007./08. - ljestvica  Arhivirana inačica izvorne stranice od 3. svibnja 2014. (Wayback Machine)
- MEVZA 2007./08. - rezultati
- MEVZA 2007./08. - Final Four
- MEVZA 2007./08. - rezultati Final foura
- MEVZA 2007./08. - konačni poredak
- MEVZA 2007./08. - strijelci